# 북아일랜드의 국기

북아일랜드의 정부 청사에서는 영국의 깃발을 게양한다.

과거 북아일랜드 정부에서 북아일랜드의 공식적인 깃발로 사용되었던 얼스터 배너

북아일랜드는 북아일랜드 정부의 활동이 정지된 1972년 이후로 공식적인 깃발을 가지고 있지 않고 있으며 1973년부터 영국의 깃발을 공식 깃발로 사용하고 있다. 따라서, 북아일랜드의 정부 청사에서는 영국의 깃발을 게양한다.
1953년부터 1972년까지는 한때 얼스터 배너(Ulster banner)라는 깃발을 사용하였다.

## 그 외의 기

북아일랜드의 총독기 (1922-1973년)
북아일랜드의 정부기 (1929-1973년)

## 같이 보기
- 영국의 국기
- 잉글랜드의 국기
- 스코틀랜드의 국기
- 웨일스의 국기
- 영국의 기 목록
- 북아일랜드의 국기 문제